# Palais royal de Cetinje
Le Palais royal de Cetinje est situé à Cetinje, au Monténégro. Il a été pendant plus de cinquante ans le siège de la famille royale monténégrine. Devenu musée en 1926, il constitue depuis 1980 l'un des départements du Musée national du Monténégro.

## Histoire et description
Le petit palais a été construit de 1863 à 1867 dans un style simple typique des maisons de Cetinje, avec certains éléments du néoclassicisme. Les intérieurs ont été conçus dans le style de l'historicisme et de l'Art nouveau.
Dans le hall d'entrée sont exposés les joyaux de la couronne monténégrine, qui constituent l'exposition la plus populaire du Musée national du Monténégro.

## Jardins

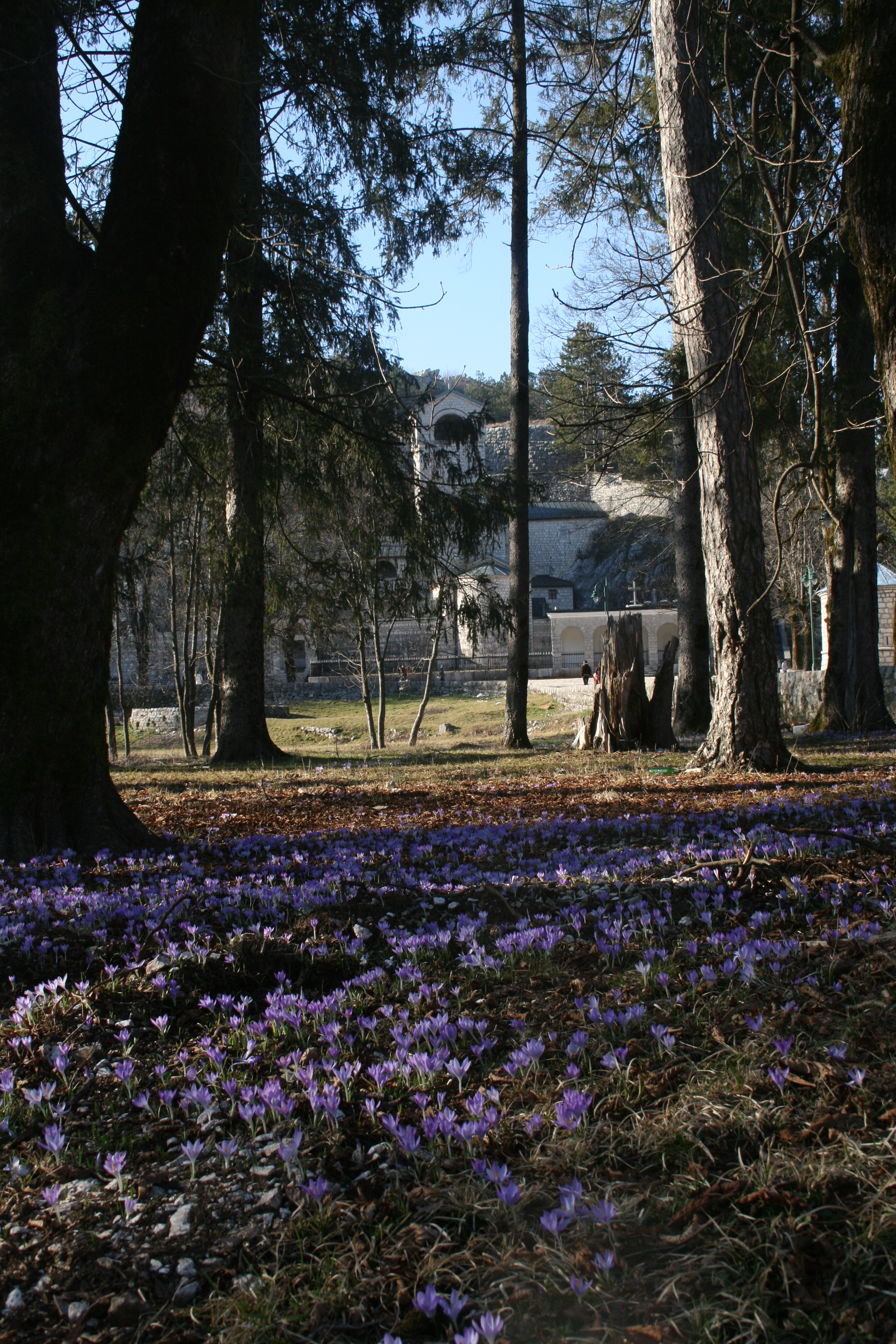
Jardin royal, vue sur le monastère de Cetinje.

Le Jardin royal a été aménagé en 1870 sous la forme d'une allée de pins. Les jardins ont été rénovés en 1971. De nombreux parterres présentent une variété de fleurs : crocus, géraniums, tulipes, rosiers, jasmins…
Au fond du jardin, il y a un bosquet de cèdres avec une villa dominante avec une petite maison d'été, qui servait de maison d'hôtes pour les visiteurs étrangers.